# André d'Espinay
André d'Espinay   (Champeaux, 1451 - París, 10 de novembre de 1500) fou un cardenal i arquebisbe francès.

## Biografia
De família noble, era fill de Ricard d'Espinay i Beatriu de Montauban.
Llicenciat en dret canònic, va ser canonge a Bordeus i va ser elegit arquebisbe de la mateixa arxidiòcesi el 1479. El 1483 va rebre la nominació com a abat comendatari de Saint-Wandrille de Fontenelle.
El 1488 esdevingué arquebisbe de Lió, mantenint també el càrrec del de Bordeus.
El papa Innocenci VIII el va nomenar cardenal al consistori del 9 de març de 1489 amb el títol de cardenal prevere del Santi Silvestro e Martino ai Monti. El 1490 va ser nomenat abat comendatari de l'abadia de Sainte Croix a Bordeus, càrrec que va ocupar fins al 1499.
El 1492 el papa Alexandre VI el va nomenar legat apostòlic a França.
Des de 1499 fins a la seva mort també va ser administrador apostòlic de l'arxidiòcesi d'Ais de Provença.
A la seva mort a París, el seu cos va ser enterrat a l'església Celestina d'aquesta ciutat.
Durant el cardenalat d'André d'Espinay només va tenir lloc un conclave: el de 1492 que va escollir el papa Alexandre VI, en el qual no va participar.